# Bodanayakdinni, Bagalkot
Bodanayakdinni là một làng thuộc tehsil Bagalkot, huyện Bagalkot, bang Karnataka, Ấn Độ.